# Terwolde
Terwolde est un village situé dans la commune néerlandaise de Voorst, dans la province de Gueldre. En 2009, le village comptait environ 1 900 habitants.